# Музей Сакыпа Сабанджи
Музей Сакыпа Сабанджи (тур. Sakıp Sabancı Müzesi) ― частный музей изобразительных искусств при Университете Сабанджи в Стамбуле, Турция.
В музее представлены образцы искусства каллиграфии, картины турецких живописцев, а также документы государственной и религиозной истории османской эпохи. Музей был основан турецким предпринимателем Сакыпом Сабанджи и открылся в июне 2002 года. Помимо постоянных, в музее также проводятся временные выставки национальных и зарубежных художников и другие культурные мероприятия.

## Здание музея

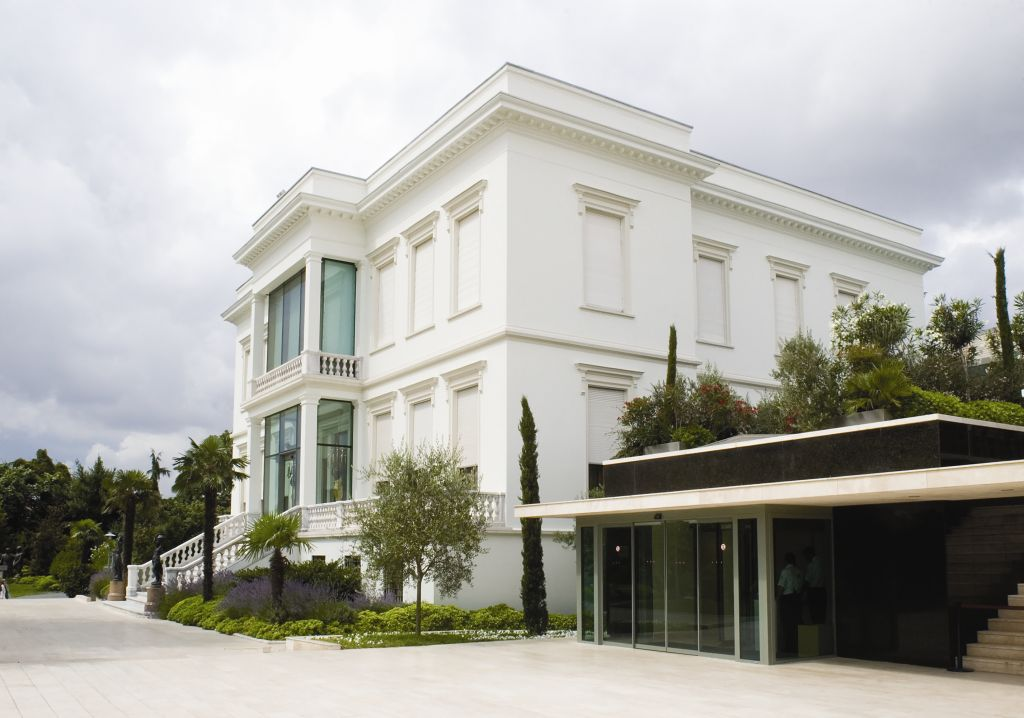
«Лошадиный особняк»

Историческое здание музея с 1848 года принадлежало нескольким высокопоставленным семьям пашей и хедивов ― правителей османского Египта. В 1884 году оно было приобретено Османским казначейством по указу султана Абдула-Хамида II и преподнесено в качестве подарка королю Черногории Николаю I. Особняк служил следующие 30 лет как королевская резиденция и посольство Черногории. В 1913 году османское правительство национализировало его и здесь поселилась внучка султана Мехмеда V. После основания Турецкой Республики принц Мехмед Али Хасан, внук Хедива Исмаила-паши, приобрёл заброшенный тогда дом и поручил архитектору Эдуарду де Нари построить новый дом. Тем не менее, он оставался пустым в течение многих лет, пока старшая сестра египетского принца не сделала его своим домом в 1944 году. В 1951 году Хаджи Омер Сабанджи, отец Сакыпа Сабанджи и основатель Sabancı Holding, приобрёл особняк, где он проводил летние месяцы с семьёй. Внутри главных ворот своего особняка он разместил бронзовую статую лошади, которую он приобрёл на аукционе. Проект скульптуры был разработан Луи-Жозефом Даумасом в Париже в 1864 году и статья была отлита Вором Тибо. Дом стал широко известен как Atlı Köşk (Лошадиный особняк). Хаджи Омер и его семья жили в особняке до его смерти в 1966 году. Особняк был домом Сакыпа Сабанджи и его семьи с 1969 по 1999 год.
Особняк был сдан в аренду в 1998 году на срок 49 лет Университету Сабанджи вместе со всей антикварной мебелью и коллекцией произведений искусства. Сегодня в оригинальном особняке и современной галерее размещены обширные собрания произведений искусства XIX и XX веков.

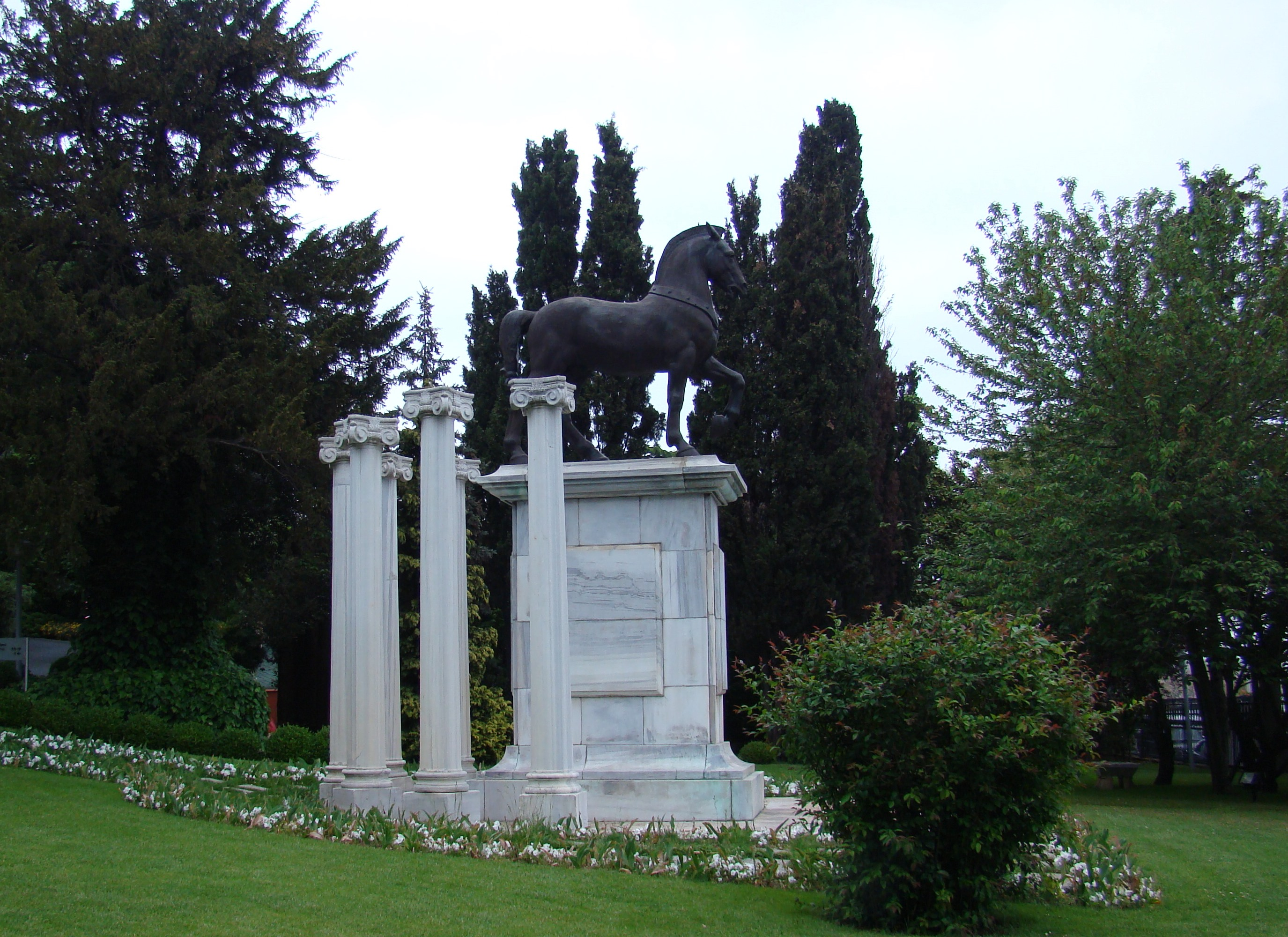
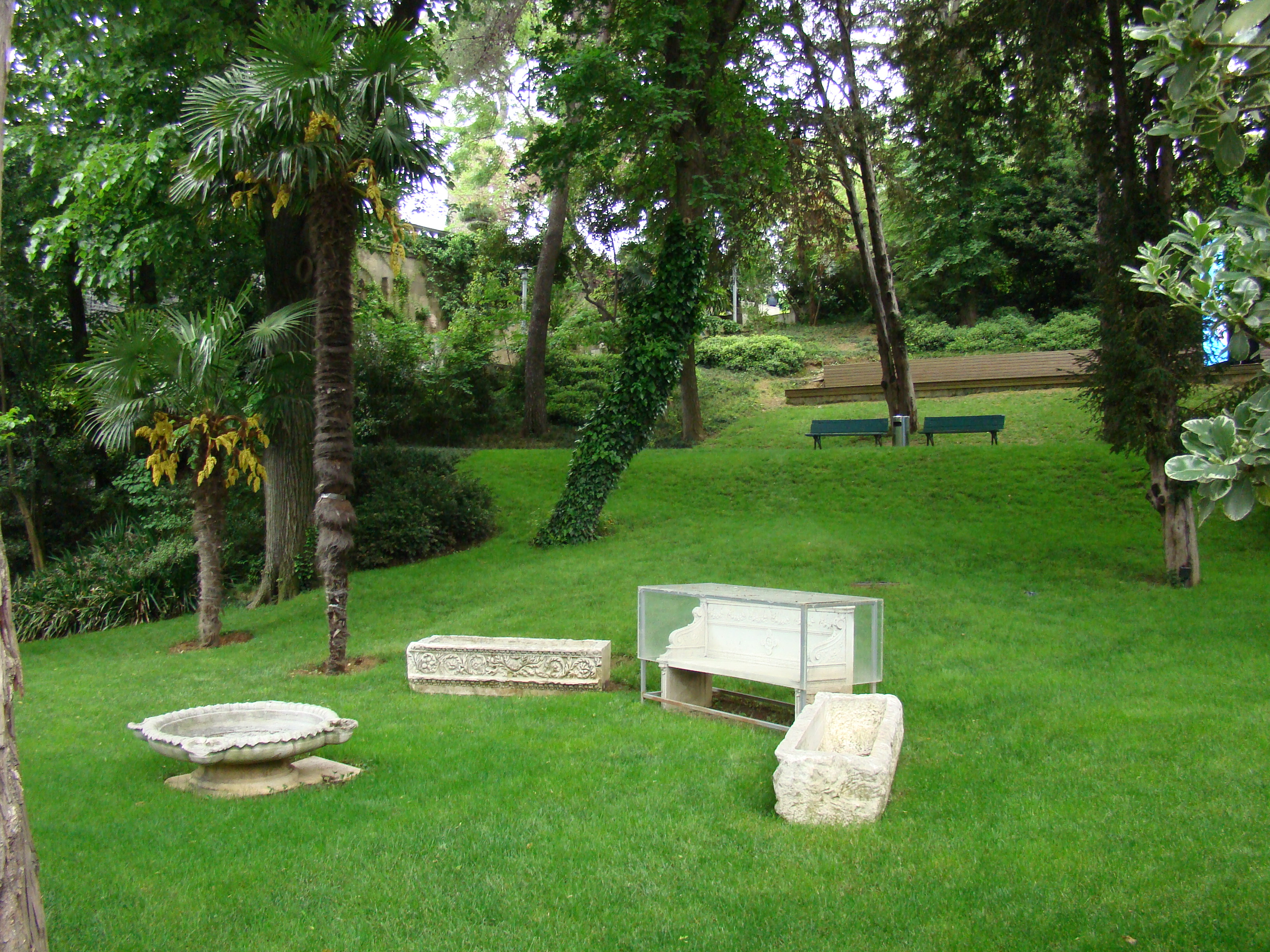
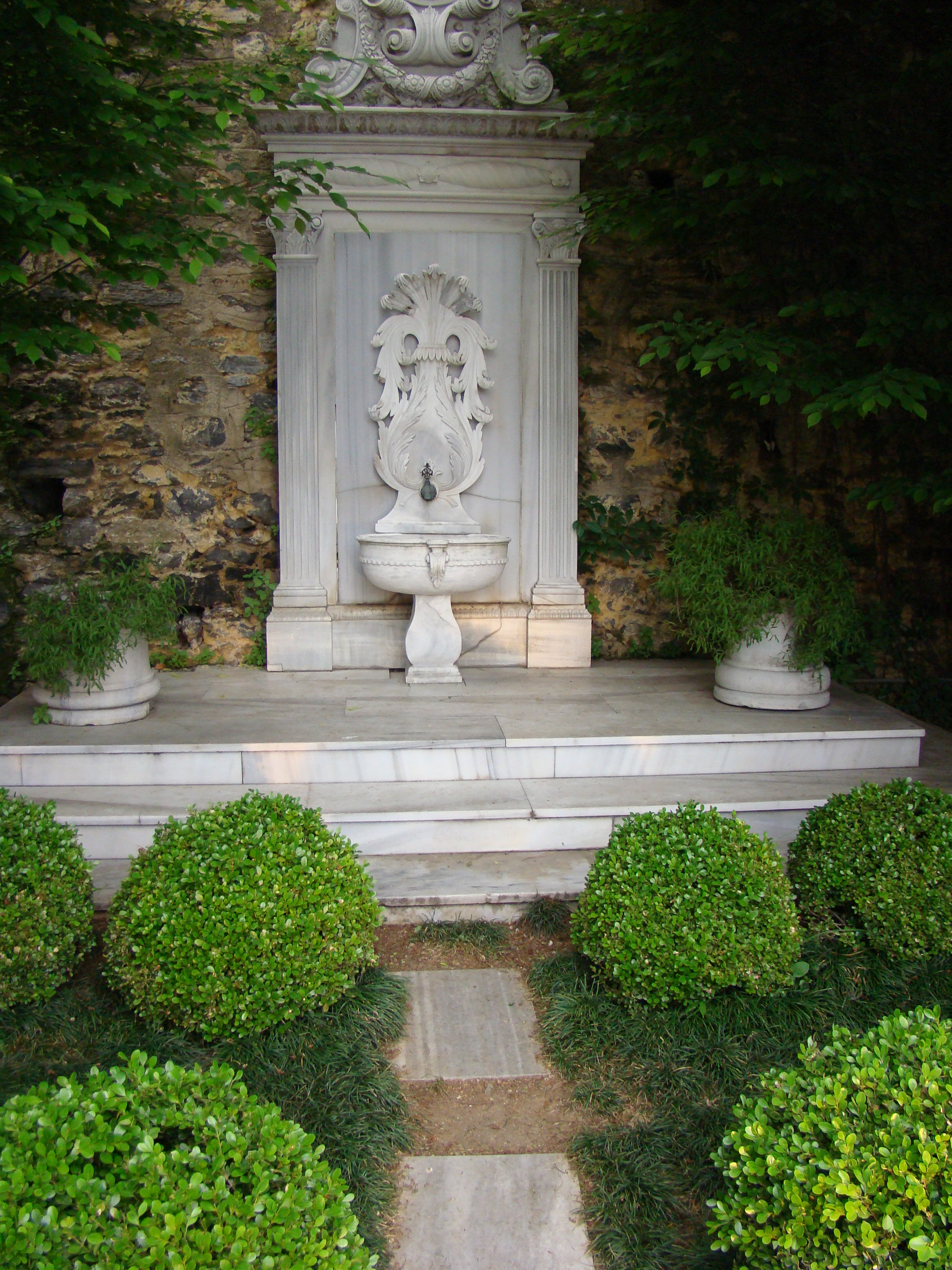
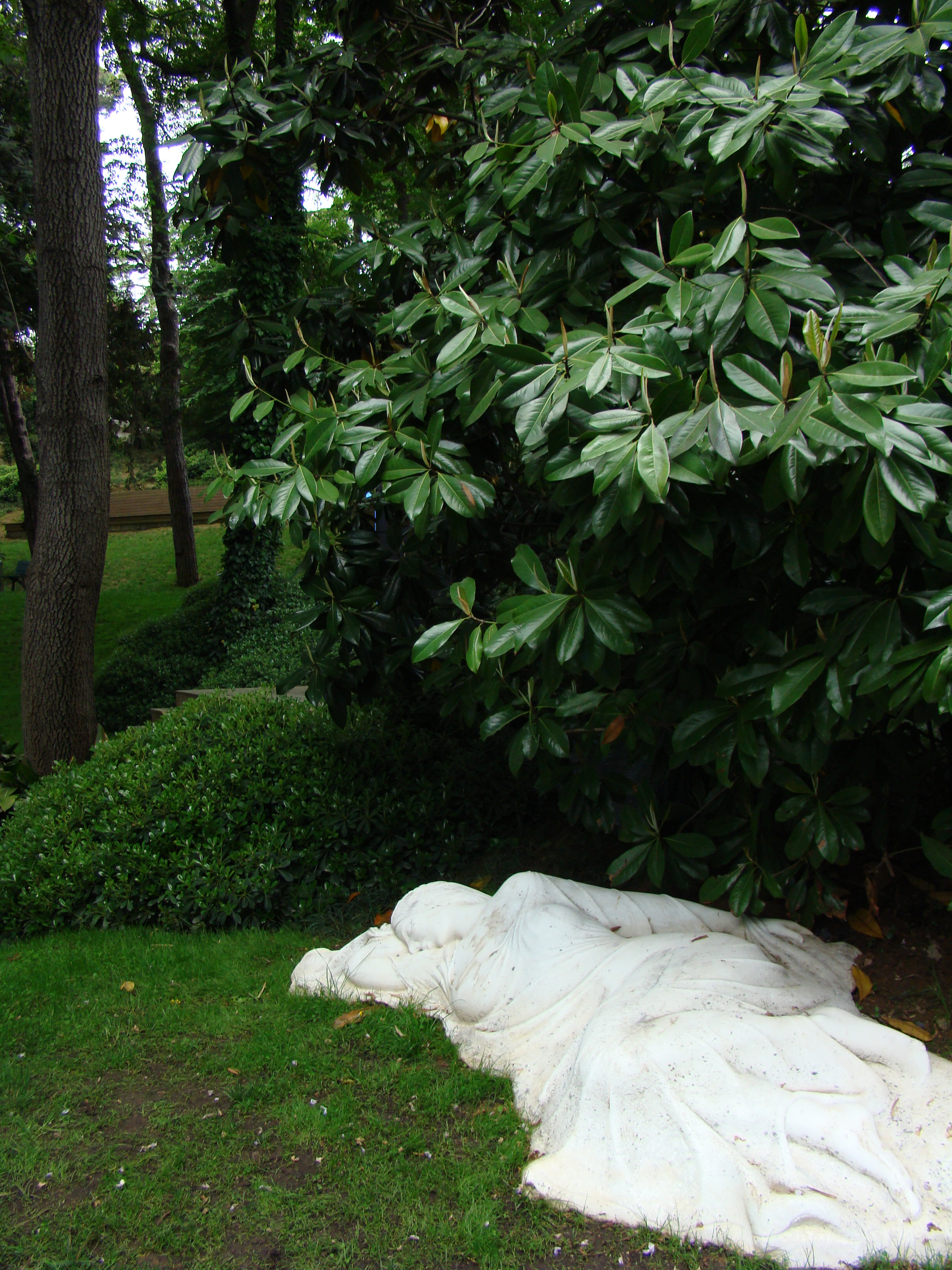
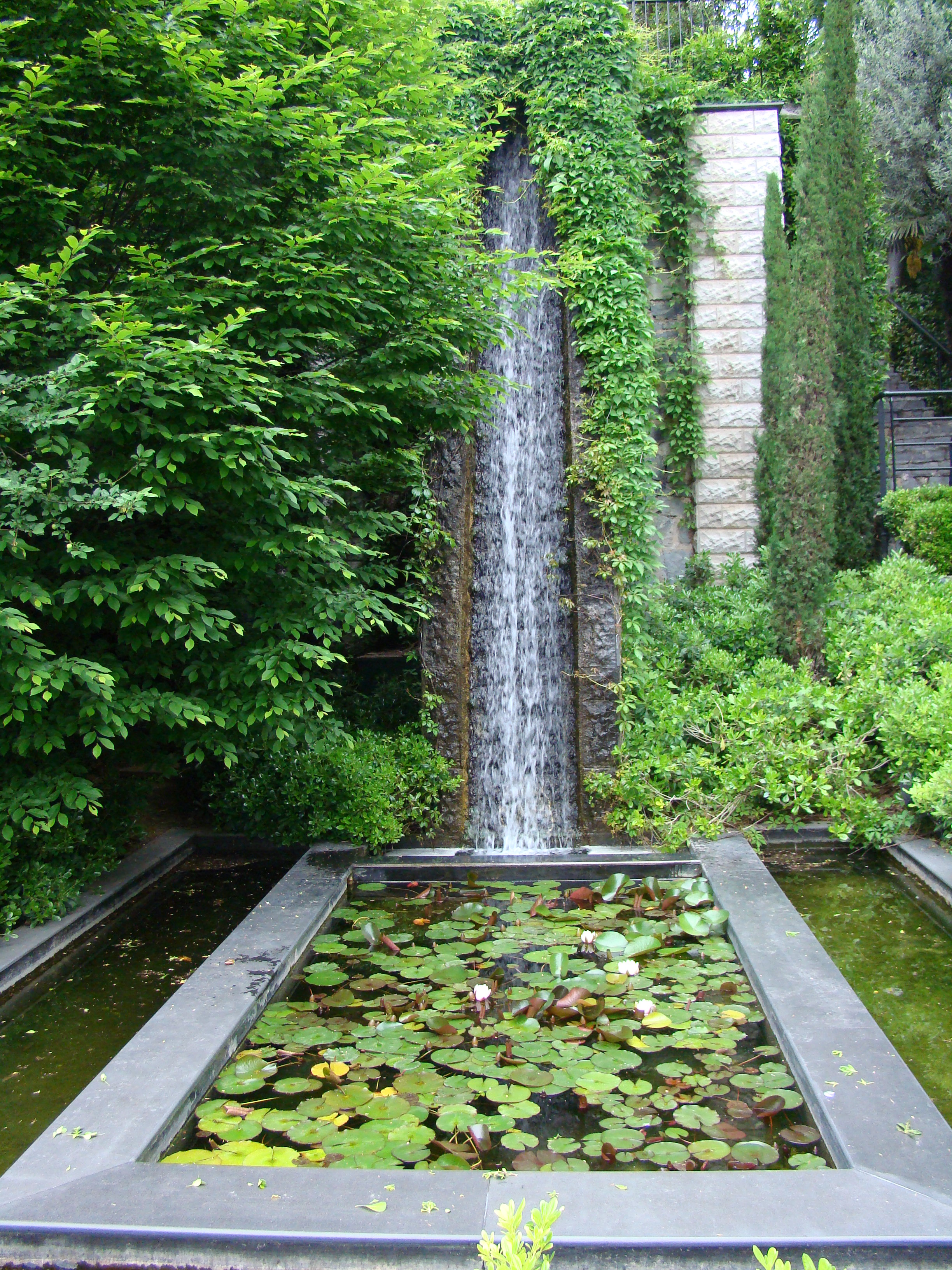
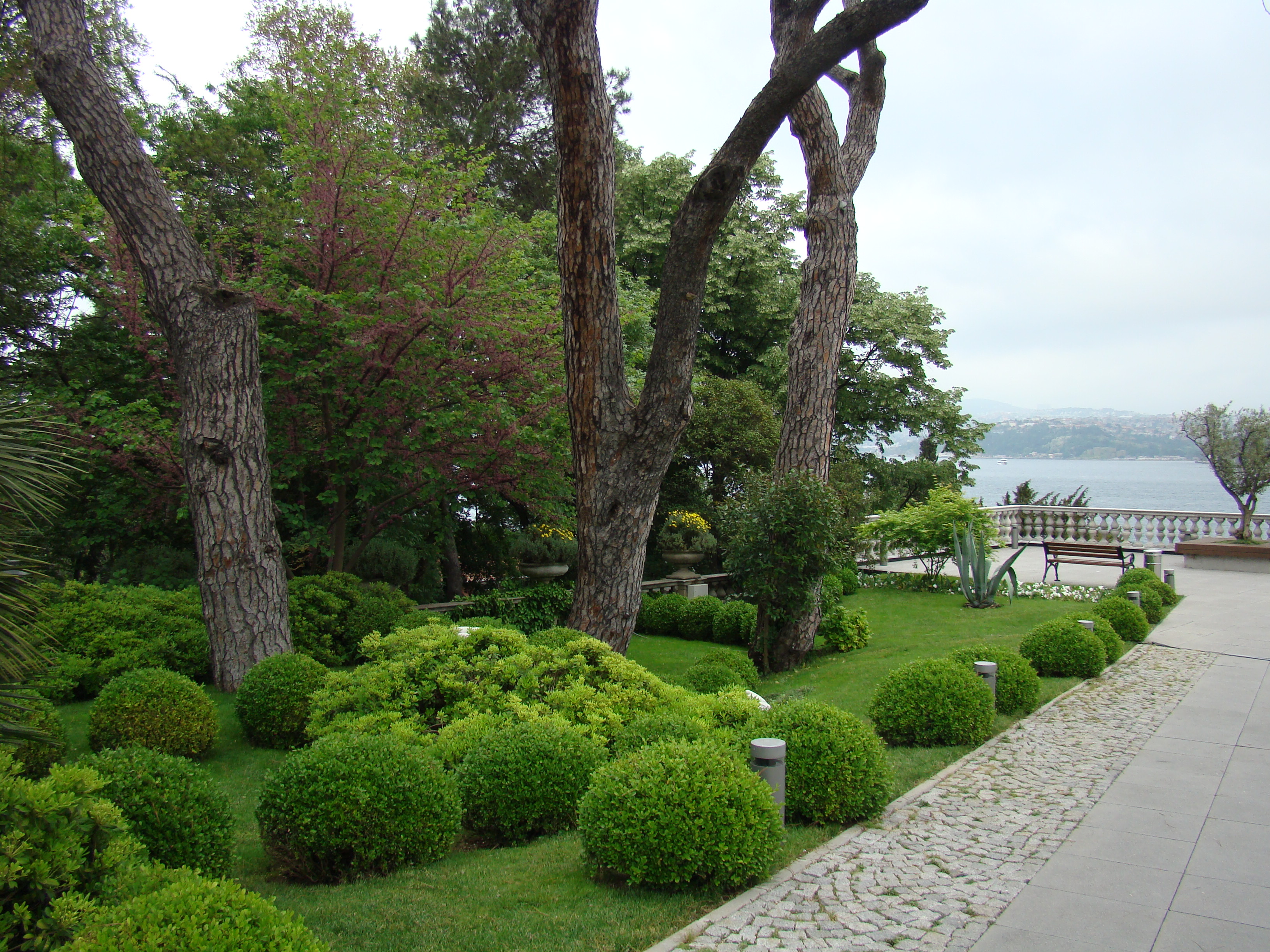
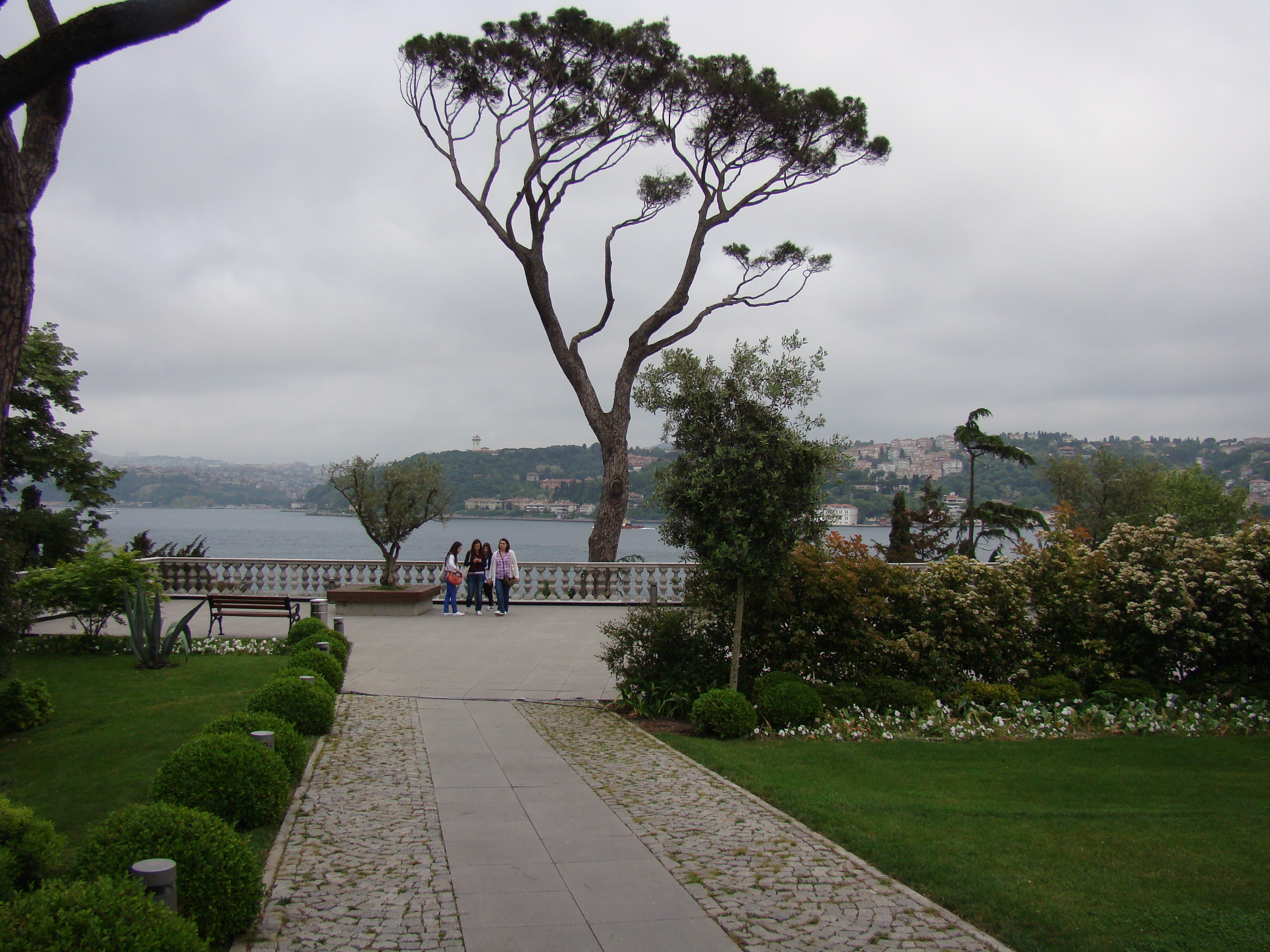

## Коллекция экспонатов

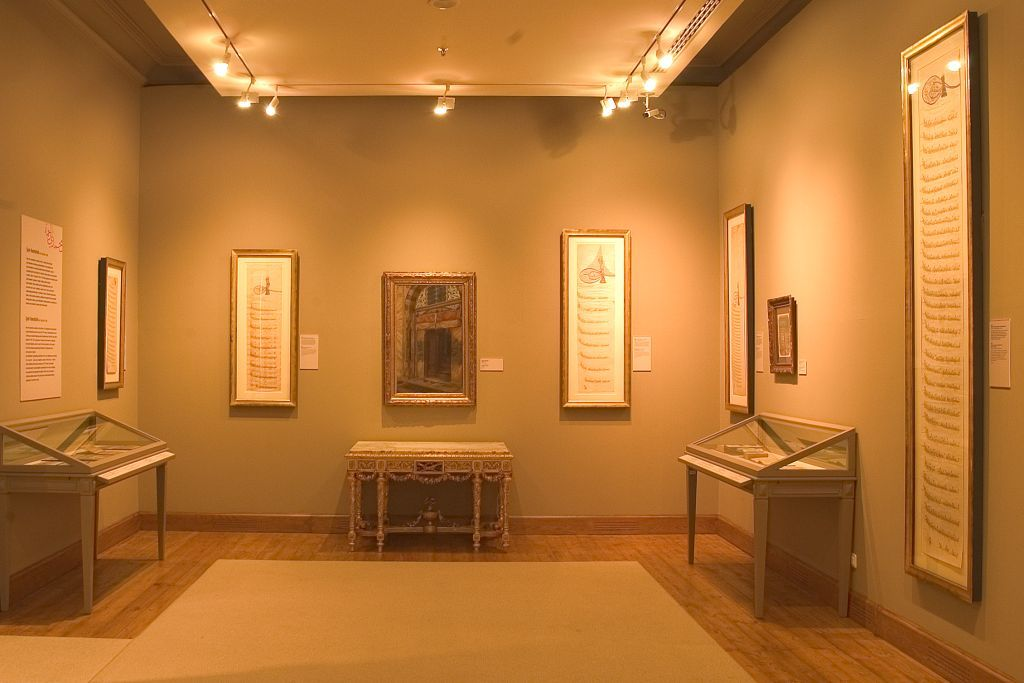
Коллекция образцов османской каллиграфии

Хаджи Омер Сабанджи начал собирать произведения декоративно-прикладного искусства: статуэтки, металлические изделия, фарфор, предметы искусства и мебели с 1940 года. Сакып Сабанджи начал пополнять коллекцию произведений искусства своего отца с 1970 года. В коллекцию входит китайский фарфор XVIII и XIX веков, полихромные вазы и расписные тарелки; французский фарфор XIX века, в том числе большое количество ваз из Севра; немецкий фарфор, произведённый в Берлине и Вене. Коллекция каллиграфии, состоящая из почти 400 экземпляров, предлагает всесторонний обзор искусства каллиграфии Османской империи за 500 лет. Здесь представлены рукописи Корана и молитвенники, каллиграфические панно, указы, имперские документы, декларации, имперские печати, поэтические книги и каллиграфические инструменты.
В экспозиции представлены более 320 избранных картин османской и республиканской эпох: здесь есть работы известных османских и турецких художников, таких как Осман Хамди Бей, Ибрагим Чаллы, Халил Паша, Назми Зия Гюран, Шекер Ахмет Паша, Фикрет Муалла и европейских художников, такие как Фаусто Зонаро и Иван Айвазовский, которые жили и работали в Османской империи, самостоятельно или в качестве придворных художников.
В музее также демонстрируются некоторые личные вещи семьи Сабанджи.

## Временные выставки
В музее постоянно проходят выставки зарубежной и турецкой живописи, скульптуры и декоративно-прикладного искусства
- «Единство силы в природе; Человек и лошадь» — произведения из коллекции Стамбульского археологического музея (27.06.2003 — 05.05.2004)
- Османское великолепие во дворцах Флоренции от Медичи до Савойи (21.12.2003 — 18.04.2004)
- Париж — Санкт-Петербург. Три века европейской моды из коллекции историка моды Александра Васильева в Санкт-Петербурге (12.05.2004 — 24.10.2004)
- Европейский фарфор в Османском дворце — коллекция музея дворца Топкапы (24.05.2005 1— 28.08.2005)
- Образ Турции в Европе XVII века — произведения из музейных коллекций Австрии, Великобритании, Словении, Хорватии и Турции (13.07.2005 — 09.10.2005)
- Пикассо в Стамбуле (24.11.2005 — 26.03.2006)
- Книжное искусство с Востока на Запад и воспоминания об Османском мире — шедевры из музея Галуста Гюльбенкяна в Лиссабоне (14.04.2006 — 28.05.2006)
- Великий мастер скульптуры Роден в Стамбуле (13.06.2006 — 03.09.2006)
- Чингисхан и его наследники: Империя Великих Моголов (07.12.2006 — 08.04.2007)
- «Ковры, посвященные Богу» — Анатолийские ковры в церквях Трансильвании (1500—1750), дагестанское ткацкое искусство, кайтагская вышивка (19.04.2007 — 19.08.2007)
- «Необъявленная встреча / Свидание вслепую, Стамбул» (08.09.2007 — 01.11.2007)
- " Абидин Дино — Мир (24.11.2007 — 27.01.2008)
- «Золотые линии», османская каллиграфия из музея Сакипа Сабанджи — Real Academia de Bellas Artes de San Fernando, Мадрид (11.12.2007 — 02.03.2008)
- «Три столицы исламского искусства» — шедевры из коллекций Лувра: Стамбул, Исфахан, Дели (18.02.2008 — 01.06.2008)
- Османская каллиграфия из музея Сакипа Сабанджи — Реал Алькасар, Севилья (04.04.2008 — 15.06.2008)
- «Рембрандт и его современники — Золотой век голландского искусства» — в рамках мероприятий, посвященных 400-летию дипломатических отношений между Нидерландами и Турцией. Выставка включала 110 работ, в том числе 73 картины, 19 рисунков и 18 объектов 59 художников, представляющих самые знаменитые имена голландской живописи. Впервые в Турции зрители увидели четыре оригинальных полотна Рембрандта: «Жена роттердамского пивовара Дирка Янса Пессера», «Доктор Эфраим Буэно», «Урок музыки» и «Натюрморт с мертвым павлином».